# Torbay Trojans
I Torbay Trojans sono stati una squadra di football americano di Paignton, in Gran Bretagna. Fondati nel 1983, hanno vinto un titolo SWAFL. Chiusi nel 1993, hanno riaperto nel 1997, durando però solo fino al 1999. Hanno riaperto nuovamente nel 2012.

## Dettaglio stagioni

### Tornei

#### Tornei nazionali

##### Campionato

###### Tabella 1984
| Stagione | regular season | regular season | regular season | regular season | regular season | regular season | playoff | playoff | playoff | playoff | playoff | playoff   | playoff    |
|          | Vin            | Par            | Per            | Tot            | PF             | PS             | Vin     | Per     | Tot     | PF      | PS      | risultato | avversaria |
| -------- | -------------- | -------------- | -------------- | -------------- | -------------- | -------------- | ------- | ------- | ------- | ------- | ------- | --------- | ---------- |
| 1984     | 0              | 0              | 1              | 1              | ?              | ?              | -       | -       | -       | -       | -       | -         | -          |
| Totale   | 0              | 0              | 1              | 1              | ?              | ?              | -       | -       | -       | -       | -       |           |            |

Fonti: Enciclopedia del Football - A cura di Massimo Mezzetti

###### Budweiser League Premier Division/BAFA NL National
| Stagione | regular season | regular season | regular season | regular season | regular season | regular season | playoff | playoff | playoff | playoff | playoff | playoff   | playoff    |
|          | Vin            | Par            | Per            | Tot            | PF             | PS             | Vin     | Per     | Tot     | PF      | PS      | risultato | avversaria |
| -------- | -------------- | -------------- | -------------- | -------------- | -------------- | -------------- | ------- | ------- | ------- | ------- | ------- | --------- | ---------- |
| 1987     | 5              | 0              | 5              | 10             | 223            | 174            | -       | -       | -       | -       | -       | -         | -          |
| 2014     | 2              | 0              | 8              | 10             | 75             | 240            | -       | -       | -       | -       | -       | -         | -          |
| Totale   | 7              | 0              | 13             | 20             | 298            | 414            | -       | -       | -       | -       | -       |           |            |

Fonti: Enciclopedia del Football - A cura di Massimo Mezzetti

###### BAFA NL Division Two
| Stagione | regular season | regular season | regular season | regular season | regular season | regular season | playoff | playoff | playoff | playoff | playoff | playoff                              | playoff                 |
|          | Vin            | Par            | Per            | Tot            | PF             | PS             | Vin     | Per     | Tot     | PF      | PS      | risultato                            | avversaria              |
| -------- | -------------- | -------------- | -------------- | -------------- | -------------- | -------------- | ------- | ------- | ------- | ------- | ------- | ------------------------------------ | ----------------------- |
| 2015     | 0              | 0              | 8              | 8              | 104            | 370            | -       | -       | -       | -       | -       | -                                    | -                       |
| 2016     | 1              | 0              | 8              | 9              | 50             | 246            | -       | -       | -       | -       | -       | -                                    | -                       |
| 2017     | 3              | 0              | 7              | 10             | 132            | 291            | -       | -       | -       | -       | -       | -                                    | -                       |
| 2018     | 6              | 0              | 2              | 8              | 162            | 86             | 0       | 1       | 1       | 0       | 55      | Quarti di finale Southern Conference | Portsmouth Dreadnoughts |
| 2022     | 0              | 0              | 8              | 8              | 6              | 438            | -       | -       | -       | -       | -       | -                                    | -                       |
| Totale   | 10             | 0              | 33             | 43             | 454            | 1421           | 0       | 1       | 1       | 0       | 55      |                                      |                         |

Fonti: Enciclopedia del Football - A cura di Massimo Mezzetti

### Riepilogo fasi finali disputate
| Anno           | Luogo | Evento               | Fase del torneo                      | Incontro                                 | Risultato |
| 12 agosto 2018 |       | BAFA NL Division Two | Quarti di finale Southern Conference | Portsmouth Dreadnoughts - Torbay Trojans | 55 - 0    |

## Palmarès
- 1 Titolo SWAFL (1988)